# Tadeusz Muszyński
Tadeusz Muszyński, ps. Muszka (ur. 17 października 1928 w Częstochowie, zm. 26 sierpnia 2020) – nauczyciel, harcmistrz, działacz kombatancki m.in. Związku Inwalidów Wojennych RP i Stowarzyszenia Szarych Szeregów. 

## Życiorys
Urodził się  w rodzinie Józefa (1887–1983) i Stefanii z domu Gierczyckiej (1893–1948). Brat Mariana (ur. 1920) i Stanisława (ur. 1921), rozstrzelanych w 1940, oraz Zenona (1925–2017), prof. leśnictwa. 
W chwili wybuchu II wojny światowej był zuchem drużyny przy Szkole Podstawowej nr 18. W latach 1942–1945 był harcerzem Szarych Szeregów w najmłodszej grupie „Zawiszaków”. Walczył w oddziale Armii Krajowej: brał udział w akcjach małego sabotażu, przenosił meldunki i uczestniczył w zbieraniu danych wywiadowczych. Od września 1943 uczęszczał na tajne komplety, które prowadzili nauczyciele stowarzyszenia „Nauka i Praca”. 
28 czerwca 1947 ukończył Liceum im. Henryka Sienkiewicza w Częstochowie. Po ukończeniu studiów pedagogicznych w Akademii Wychowania Fizycznego w Warszawie (praca magisterska pt. Wychowanie fizyczne, sport i turystyka na terenie Hufca Częstochowa w latach 1962–1967) został nauczycielem wychowania fizycznego. W latach 1963–1970 był dyrektorem III LO im. Władysława Broniewskiego w Częstochowie, i równocześnie opiekunem szczepu harcerskiego w tej szkole.  
Po zakończeniu działań wojennych miał stopień kapitana, w stanie spoczynku awansowany na majora. Harcmistrz ZHP czynnie działający w częstochowskim Hufcu ZHP i byłej Chorągwi Częstochowskiej. Członek Kręgu Instruktorskiego ZHP „Senior”. W latach 1977–1979 prowadził zajęcia z metodyki wychowania harcerskiego ze studentami częstochowskiej WSP. 
Członek i działacz Związku Inwalidów Wojennych RP, pełnił funkcję Sekretarza Zarządu Okręgowego ZIW RP w Częstochowie, od 2016 Prezes Zarządu Okręgowego w Częstochowie. Członek Korpusu Weteranów Walk o Niepodległość Rzeczypospolitej Polskiej. 
Laureat wyróżnienia Prezydenta Częstochowy „Tym, co służą Miastu i Ojczyźnie” (2016). 
Autor książki Życie w służbie Bliźnim i Ojczyźnie (2019). 
Pochowany 1 września 2020 w grobowcu rodzinnym na cmentarzu Kule (sektor 84-PD-9). 

## Ordery i odznaczenia
- Złoty Krzyż Zasługi
- Krzyż Armii Krajowej
- Złoty Krzyż Za Zasługi dla ZHP
- Medal „Pro Patria”
- Medal „Pro Memoria”
- Srebrny Medal „Opiekun Miejsc Pamięci Narodowej”

Źródło:.